# Naked Songs
Albums de Aya Matsuura
Matsuura Aya Best 1
(2005) Double Rainbow
(2007)
Albums par GAM
1st GAM ~Amai Yūwaku~
(2007)
Naked Songs est un album spécial de Aya Matsuura, son 6e album en tout, sorti le 29 novembre 2006 au Japon sous le label Zetima, dans le cadre du Hello! Project.

## Présentation
L'album atteint la 24e place du classement de l'Oricon. Il se vend à 14 770 la première semaine, et reste classé pendant 3 semaines, pour un total de 18 961 exemplaires vendus. C'est alors son album le moins vendu. Il sort également en version CD+DVD avec un DVD supplémentaire contenant la vidéo d'un concert en studio de dix titres. 
L'album est composé de deux chansons inédites (Hitori et Dearest), de trois reprises d'artistes occidentaux (Feel Your Groove de Ben Sidran, Rock My Body de Joy and the Boy (en), et Don't Know Why de Jesse Harris puis Norah Jones, les deux premières étant adaptées en japonais), et de sept anciennes chansons de Matsuura réinterprétées en studio dans des conditions "live" et dans un style plus "jazzy". 
De ces sept anciennes chansons, cinq viennent de son premier album First Kiss de 2002 (Dokki Doki! Love Mail, Tropical Koishiteru, Love Namida Iro, Oshare! et Hajimete Kuchibiru wo Kasaneta Yoru, les trois premières étant également sorties en single), I Know vient de la "face B" du single The Bigaku de 2002, et Suna wo Kamu you ni... Namida vient de son dernier single en date (2006). La chanson inédite Hitori sera réenregistrée en 2008 pour figurer en face B de son single Kizuna ; elle et l'autre chanson inédite Dearest, ainsi que Feel Your Groove, seront à nouveau réinterprétées sur son second album de reprises Click You Link Me de 2010. 
Quatre chansons supplémentaires sont interprétées sur le DVD : trois venant de "face A" de singles de 2001/2002 (100Kai no Kiss, Yeah! Meccha Holiday, Momoiro Kataomoi), et Happiness venant de la "face B" de son dernier single, Suna wo Kamu you ni... Namida.
Aya Matsuura n'avait pas sorti d'album depuis X3 près de trois ans auparavant, hormis sa compilation Aya Matsuura Best 1. Il marque un changement pour un style musical plus mature. Il sort alors qu'elle se consacre à son duo avec Miki Fujimoto lancé deux mois auparavant : GAM, avec lequel elle sortira un album en mai 2007, avant l'arrêt du duo en juin suivant. Son prochain album en solo Double Rainbow sortira peu après, en octobre 2007.

## Liste des titres
| 1.  | Feel Your Groove                                         | Otowa Shiho / B.Sidran, L.Sidran / Jun Ichikawa        | 3:41 |
| 2.  | Rock My Body                                             | Furuya Shin / J.Dragland, L.Sidran / Hiroshi Uesugi    | 4:23 |
| 3.  | Hitori (ひとり)                                          | Yuuta Nakano / Yuuta Nakano / Yuuta Nakano             | 3:24 |
| 4.  | Oshare! (オシャレ!)                                      | Tsunku / Tsunku / Shunsuke Suzuki                      | 5:00 |
| 5.  | I know                                                   | Tsunku / Tsunku / Shunsuke Suzuki                      | 4:21 |
| 6.  | Hajimete Kuchibiru wo Kasaneta Yoru (初めて唇を重ねた夜) | Tsunku / Tsunku / Shunsuke Suzuki                      | 4:43 |
| 7.  | Love Namida Iro                                          | Tsunku / Tsunku / Shunsuke Suzuki                      | 4:04 |
| 8.  | Dokki Doki! Love Mail (ドッキドキ!LOVEメール)            | Tsunku / Tsunku / Shunsuke Suzuki                      | 4:26 |
| 9.  | Tropica~l Koishite~ru (トロピカ〜ル恋して〜る)           | Tsunku / Tsunku / Shunsuke Suzuki                      | 4:24 |
| 10. | Don't Know Why                                           | Jesse Harris / Jesse Harris / Shunsuke Suzuki          | 3:14 |
| 11. | Suna wo Kamu you ni... Namida (砂を噛むように… NAMIDA)   | Mera Morimura / Joey Carbone & Kyoko Nitta / S. Suzuki | 4:17 |
| 12. | dearest.                                                 | Kazuto Narumi / Kazuto Narumi / garamonn               | 5:14 |

| 1.  | Oshare! (オシャレ！)                                     |  |
| 2.  | 100kai no KISS (100回のKISS)                             |  |
| 3.  | Don't Know Why                                           |  |
| 4.  | Yeah! Meccha Holiday (Yeah！めっちゃホリデイ)            |  |
| 5.  | Dokki Doki! LOVE Mail                                    |  |
| 6.  | ♡Momoiro Kataomoi♡ (♡桃色片想い♡)                        |  |
| 7.  | Happiness (ハピネス)                                     |  |
| 8.  | Tropica~l Koishite~ru (トロピカ～ル恋して～る)           |  |
| 9.  | I Know                                                   |  |
| 10. | Hajimete Kuchibiru wo Kasaneta Yoru (初めて唇を重ねた夜) |  |